# Гуркталски Алпи
Гуркталските Алпи (на немски Gurktaler Alpen) са планински масив в Централните Източни Алпи, на територията на Австрия (провинции Щирия, Каринтия и Залцбург). Името си носят по долината на река Гурк - Гурктал, която ги пресича от запад на изток. Най-висок връх е Айзенхут (2441 м).

## Местоположение и вътрешна подялба
Разположени са между реките Драва (Драу) и Мура (Мюр) и граничат с няколко близки масива: Висок Тауерн на запад, Нисък Тауерн на север, Караванкен на юг и Лаванталските Алпи на изток. Дължината е около 50 км, ширината - 30. Географите ги разделят на четири части:
- Масив Нок с връх Айзенхут (2441 м) - това е същинската и най-висока част на запад;
- Масив Метниц с връх Голдахнок (2171 м) - заема североизточния ъгъл над долината на река Метниц;
- Хребет Мьодринг с връх Дорферекен (1726 м) - между реките Метниц и Гурк;
- Масив Вимиц с връх Шнеебауерберг (1338 м) - остава на юг, между Гурк и Глан.[2]

## Геология
В този масив ясно личат нагъвателните движения, предизвикани от натиска, който оказва Африканската тектонска плоча. Затова линиите да ориентирани в посока изток - запад. Скалният състав се състои предимно от вулканични елементи - слюда, шисти - и от метамофни - мрамори и рядко срещаните филити. Възрастта им е около 400 - 500 млн. години. Върху тях има значителни варовикови и глинени наслаги. Обработват се глинени находища.

## Описание. Икономика. Туризъм
Гуркските Алпи са ниски и нямат онзи алпийски вид с остри върхове и скалисти ръбове на другите дялове на Алпите. Преобладават заоблените форми, покрити с гори или планински пасища. Върховете не са ясно различими. Поради тези условия се развива интензивно земеделие, особено в Гурктал, има стара традиция за добив на желязо и сребро, която вече губи потенциала си. Днес най-важният сектор на икономиката е туризмът - както летният пешеходен туризъм, така и зимният. Съществуват 12 - 13 ски курорта, между които Турахер Хое и Бад Клайнкирххайм. Дължината на пистите е над 400 км, построени са и 120 лифта. В района се намира и Карлбад - известен спа-център от фермерски тип.